# Forever the Sickest Kids
Forever the Sickest Kids sind eine US-amerikanische Pop-Punk-Band aus Dallas.

## Geschichte
Die Band gründete sich 2006 aus den Mitgliedern zweier aufgelöster Bands aus Dallas, Ben Bradley und Flipside. Sie erkauften sie sich einen Platz auf der Einstiegsseite der Internet-Musikplattform PureVolume, ohne überhaupt eine passende Aufnahme zu haben. Mit dem kurzfristig eingespielten Song Hey Brittany kamen sie aber so tatsächlich zu einem Plattenvertrag mit Universal Motown.
Einer ersten EP-Veröffentlichung und Tourauftritten in zahlreichen US-Staaten folgte 2008 der Debüt-Longplayer Underdog Alma Mater, das sie auf Anhieb unter die Top 50 der US-Albumcharts und die Top 10 der Alternative-Charts brachte. Weitere Touren folgten.
Ende 2009 wollten sie eine EP-Trilogie veröffentlichen, The Weekend: Friday erschien auch noch am Jahresende und war auch in den Charts erfolgreich, aus „Saturday“ und „Sunday“ wurde dann jedoch ein zweites vollständiges Album. Es trägt den Bandnamen und übertraf nach Veröffentlichung im März 2011 den Erfolg des Debütalbums.
Am 25. Juni 2013 folgte das 3. Studio-Album J.A.C.K, welches zum ersten Mal unter dem neuen Label Fearless Records veröffentlicht wurde, nachdem Universal Motown geschlossen wurde.
Die Songtexte des Albums befassen sich mit Beziehungen, das Erwachsenwerden, der Besinnung, die Wichtigkeit und der Wert von Freundschaft, amerikanischen Stereotypen und dem Selbstwertgefühl.

## Diskografie

### Alben
| Jahr | Titel Musiklabel                          | Höchstplatzierung, Gesamtwochen, AuszeichnungChartsChartplatzierungen (Jahr, Titel, Musiklabel, Platzierungen, Wochen, Auszeichnungen, Anmerkungen) | Anmerkungen                          |
| Jahr | Titel Musiklabel                          | US | Anmerkungen                          |
| ---- | ----------------------------------------- | --- | ------------------------------------ |
| 2008 | Underdog Alma Mater Universal Motown      | US45 (6 Wo.)US | Erstveröffentlichung: 29. April 2008 |
| 2011 | Forever the Sickest Kids Universal Motown | US33 (2 Wo.)US | Erstveröffentlichung: 1. März 2011   |
| 2013 | J.A.C.K. Fearless Records                 | US94 (1 Wo.)US | Erstveröffentlichung: 25. Juni 2013  |

### EPs
| Jahr | Titel Musiklabel                          | Höchstplatzierung, Gesamtwochen, AuszeichnungChartsChartplatzierungen (Jahr, Titel, Musiklabel, Platzierungen, Wochen, Auszeichnungen, Anmerkungen) | Anmerkungen                             |
| Jahr | Titel Musiklabel                          | US | Anmerkungen                             |
| ---- | ----------------------------------------- | --- | --------------------------------------- |
| 2007 | Television Off, Party On Universal Motown | — | Erstveröffentlichung: 3. Juli 2007      |
| 2009 | The Weekend: Friday Universal Motown      | US107 (1 Wo.)US | Erstveröffentlichung: 17. November 2009 |

### Singles
- 2006: Hey Brittany
- 2008: Whoa Oh! (Me vs. Everyone)
- 2008: She's a Lady
- 2010: What Do You Want from Me
- 2010: She Likes (Bittersweet Love)
- 2010: Keep on Bringing Me Down